# Olga Dmitrijewna Akimowa
Olga Dmitrijewna Akimowa (russisch Ольга Дмитриевна Акимова, belarussisch Вольга Дзмітрыеўна Акімава; * 29. Junijul. / 11. Juli 1883greg. im Ujesd Polozk; † 4. Juli 1969) war eine russische bzw. sowjetische Phykologin und Hochschullehrerin.

## Leben
Von 1906 bis 1912 studierte Akimowa in St. Petersburg in den Höheren Naturwissenschaft-Frauenkursen. Nach Oktoberrevolution und Bürgerkrieg wurde sie 1921 Assistentin im Witebsker Lehrerinstitut.
Ab 1924 lehrte Akimowa als Dozentin am Lehrstuhl für Botanik der 
Weißrussischen Staatlichen Universität (BGU) der Weißrussischen Sozialistischen Sowjetrepublik in Minsk. 1931–1932 war sie Dekanin der Biologie-Fakultät. Ihre Forschungsschwerpunkte waren die Algen-Flora der weißrussischen Gewässer und die Schwefeloxidierenden Bakterien in der Umgebung Minsks. Auch führte sie hydrobiologische Untersuchungen an der Düna und im Rajon Witebsk durch.
Akimowa wechselte 1938 zum Witebsker Pädagogikinstitut und lehrte dort, bis im Deutsch-Sowjetischen Krieg die Wehrmacht im Juli 1941 Witebsk einnahm. Als die evakuierte BGU im Oktober 1943 im Bahnhof Schodnja bei Moskau ihren Betrieb wieder aufnahm, wurde Akimowa dort wieder Dozentin und Dekanin und kehrte im August 1944 mit der BGU ins befreite Minsk zurück. Sie organisierte die Erneuerung der Biologie-Fakultät der BGU, wofür sie 1953 mit dem Leninorden geehrt wurde.